# Thomas Jefferson Building
Le Thomas Jefferson Building est le plus ancien des trois bâtiments qui composent la Bibliothèque du Congrès des États-Unis. Il fait partie du complexe du Capitole des États-Unis et est situé sur la First Street SE, entre Independence Avenue et East Capitol Street, à Washington.

## Histoire

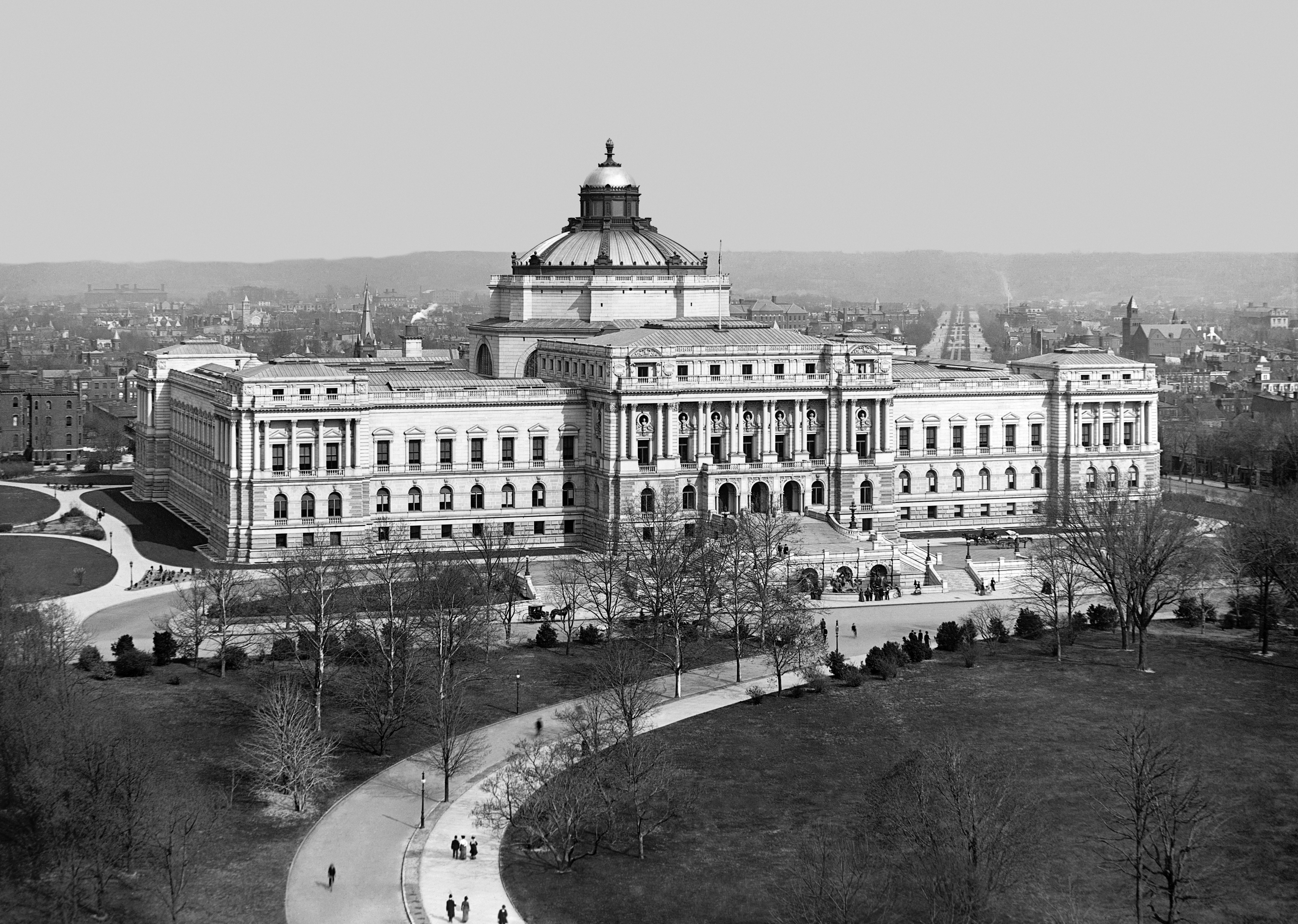
Le Thomas Jefferson Building photographié au début des années 1900 par William Henry Jackson.

Originellement la bibliothèque du Congrès était une annexe du Capitole. La demande de construction d'un nouveau bâtiment destiné à servir de bibliothèque nationale fut faite au Congrès par le libraire Ainsworth Rand Spofford. Le besoin d'agrandissement n'était pas tant dû à la croissance du Congrès, qu'à la loi sur le droit d'auteur de 1870, qui imposait à toute demande de copyright de joindre deux copies de leur ouvrage. La bibliothèque s'est alors vue submergée sous les documents (livres, cartes, musiques, photographies, etc.).
La construction fut approuvée en 1886, et réalisée entre 1890 et 1897 sous la direction de John L. Smithmeyer remplacé par son assistant, Paul J. Pelz, auquel succèdera finalement Edward Pearce Casey.
Le bâtiment fut ouvert au public le 1er novembre 1897 sous le simple nom de bibliothèque du Congrès. Il avait été conçu comme un monument national prestigieux auquel plus de 50 artistes américains avaient collaboré. Il fut rebaptisé le 13 juin 1980 en hommage à l'ancien président des États-Unis Thomas Jefferson, qui avait été une figure clef de l'établissement de la librairie en 1800. Jefferson avait offert de vendre sa collection personnelle de 6 487 livres au Congrès en septembre 1814 pour une somme d'environ 23 950 $, un mois après que les Anglais eurent brûlé le Capitole, et les 3 000 ouvrages qui s'y trouvaient, durant la guerre anglo-américaine de 1812.
En 1984, un vaste programme de restauration a été entrepris. Le bâtiment a rouvert en 2008 à l'occasion de son centenaire. Modernisé, il a retrouvé sa splendeur d'antan avec ses nombreuses fresques. Des expositions permanentes ont été aménagées, consacrées notamment à George Gershwin, à la collection de livres de Jefferson et à un exemplaire de la Bible de Johannes Gutenberg.

## L'École des pages du Capitole

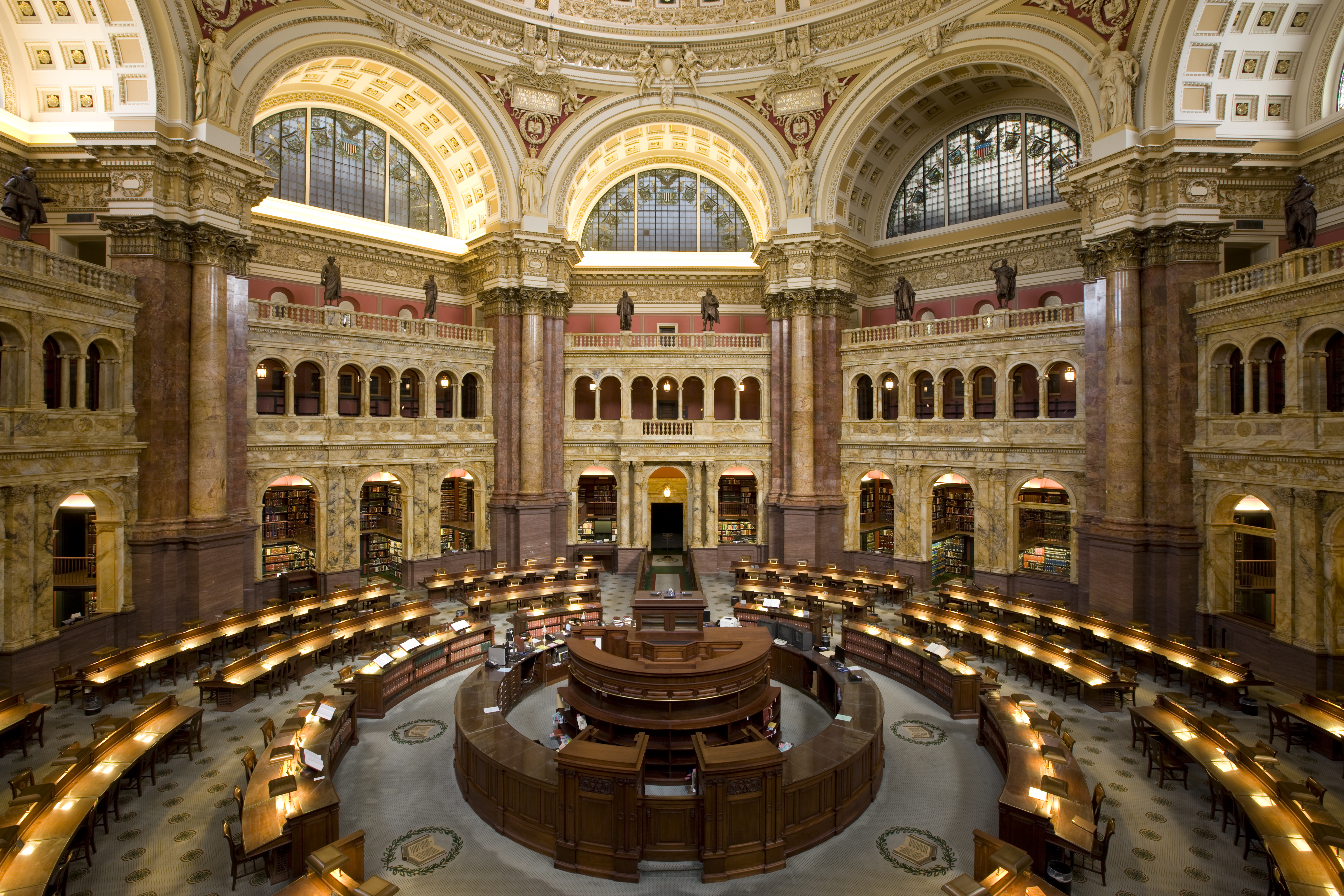
La salle de lecture principale.

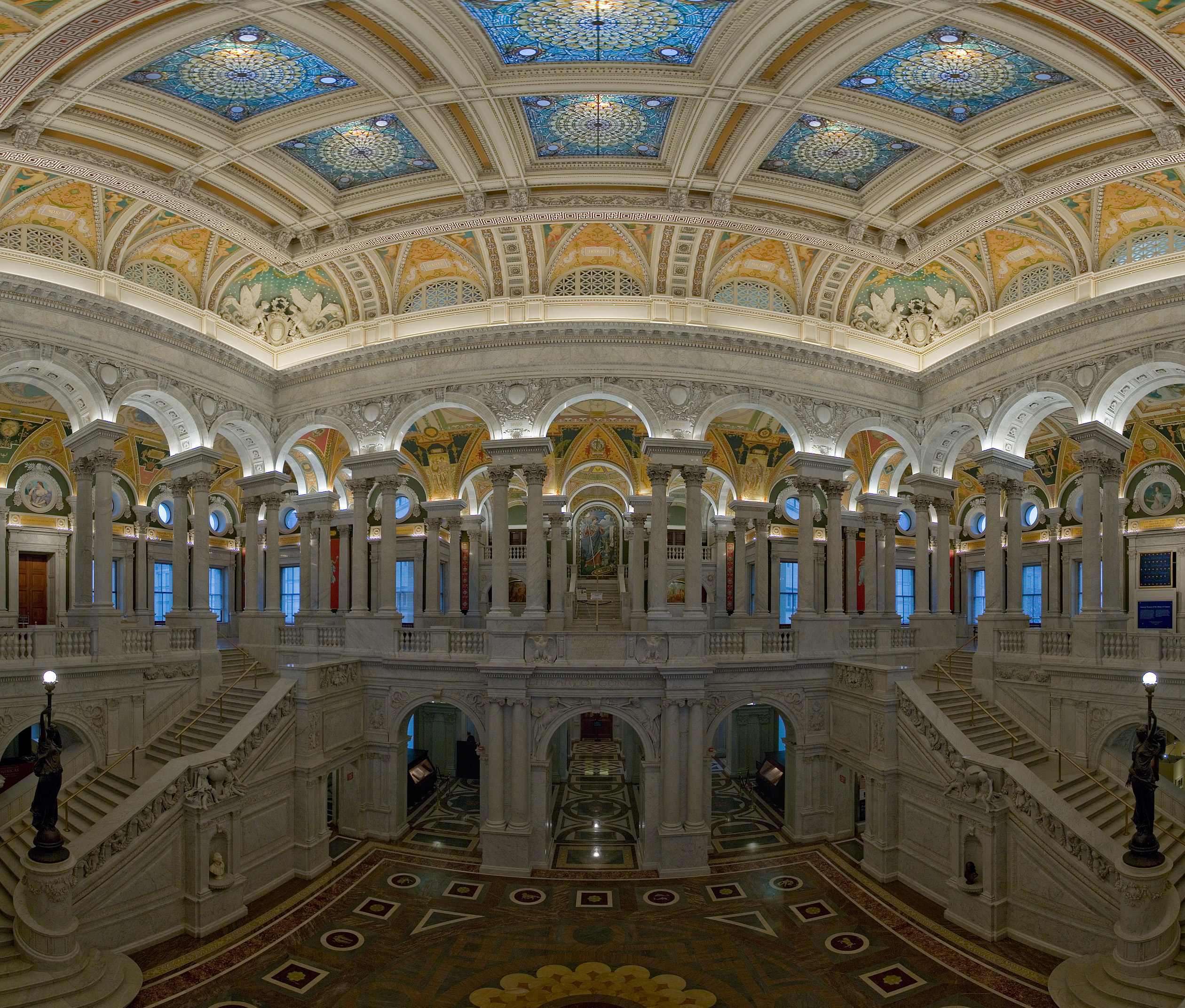
Le Grand Hall.

Les pages du Sénat, de la Chambre des représentants et de la Cour suprême suivaient ensemble les cours au niveau du grenier, au-dessus du Grand Hall. Après la séparation des programmes et la disparition des pages de la Cour suprême, l'école s'est divisée : les pages du Sénat suivent leurs cours au sous-sol de leur dortoir, tandis que les pages de la Chambre des représentants au-dessus du Grand Hall, dans ce qu'on appelle maintenant The House Page School (traduisible par L'École des pages de la Chambre). Les couloirs de l'école abritent aussi le bureau officiel du Poète lauréat des États-Unis.

## Coolidge Auditorium
L'Auditorium Elizabeth Sprague Coolidge, ouvert en 1927, a accueilli plus de 2 000 concerts, essentiellement de musique de chambre, mais occasionnellement de jazz, de folk, plus quelques représentations spéciales. Certaines de ces représentations peuvent utiliser quelques-uns des nombreux instruments et manuscrits que compte la collection de la Bibliothèque. La plupart des représentations sont gratuites et ouvertes au public.
Elizabeth Sprague Coolidge était une riche mécène sans relation avec Calvin Coolidge, qui était incidemment président des États-Unis au moment où l'auditorium fut commandé, en 1925.

## Whittall Pavilion
Ouvert en 1939, cette annexe abrite la collection d'instruments de musique rares.

## Art
Plus de cinquante peintres et sculpteurs américains ont été commissionnés pour la décoration du bâtiment : Frederick William MacMonnies, John Flanagan, Olin L. Warner, Herbert Adams, Henry Oliver Walker, Philip Martiny, John White Alexander, Charles Sprague Pearce, George Barse Jr., William A. Mackay, Elihu Vedder, Edwin Blashfield, Robert Reid, Gari Melchers, Edward Emerson Simmons, William de Leftwich Dodge, George Willoughby, Walter Shirlaw, William B. Van Ingen, Frank W. Benson, Kenyon Cox, George W. Maynard, etc.

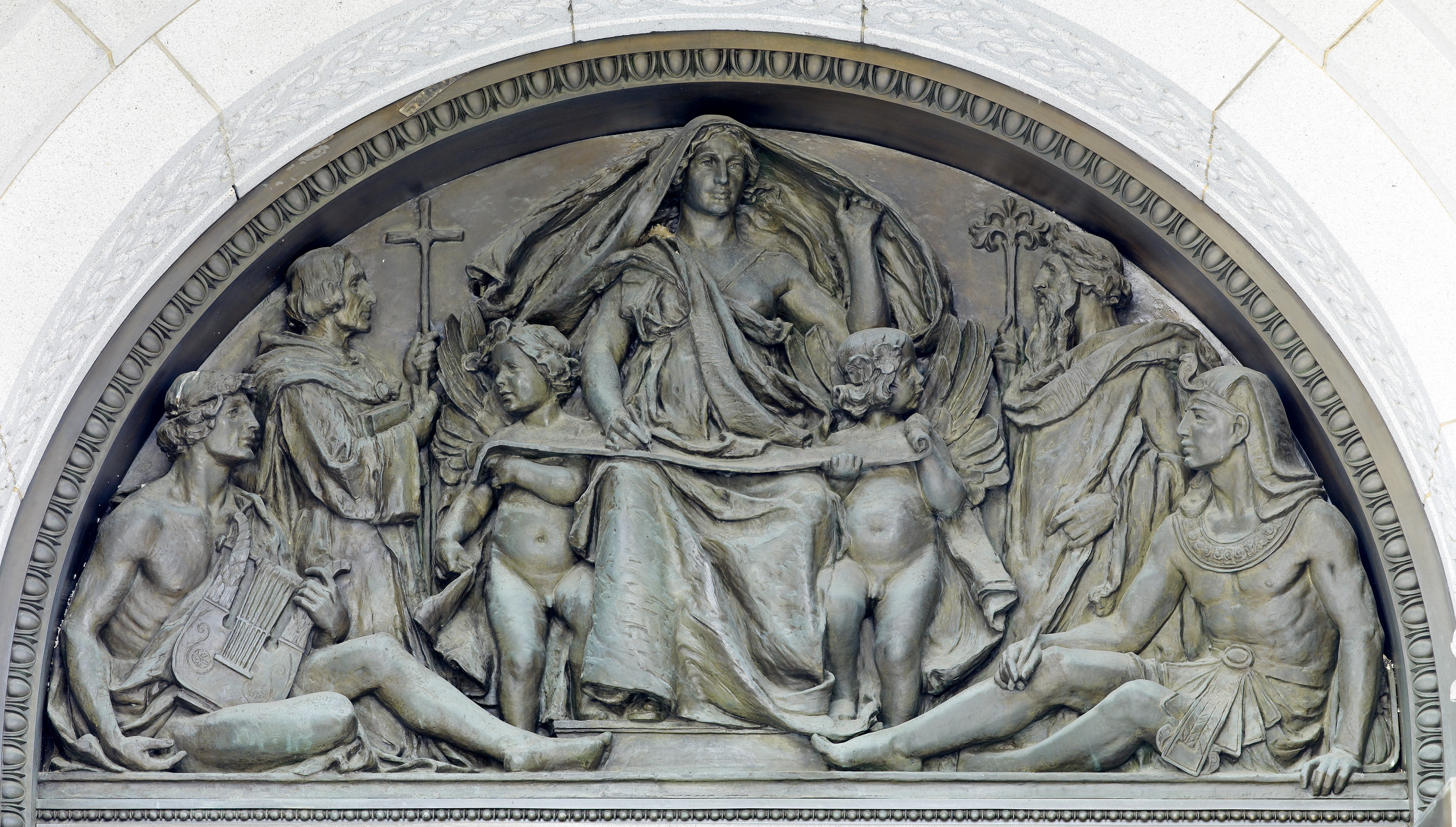
Olin Levi Warner, tympanum représentant l'Écriture, tympan de l'entrée principale, 1896.
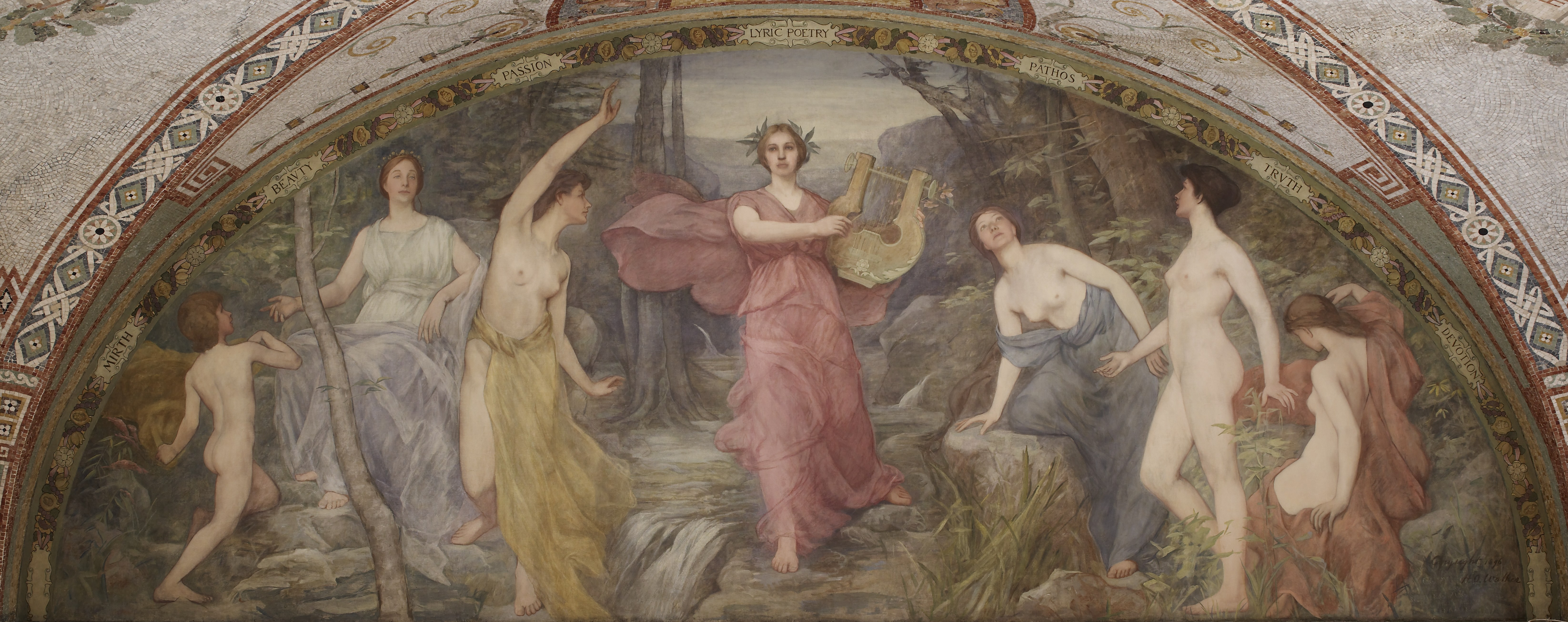
Henry Oliver Walker, Lyric Poetry, 1896.
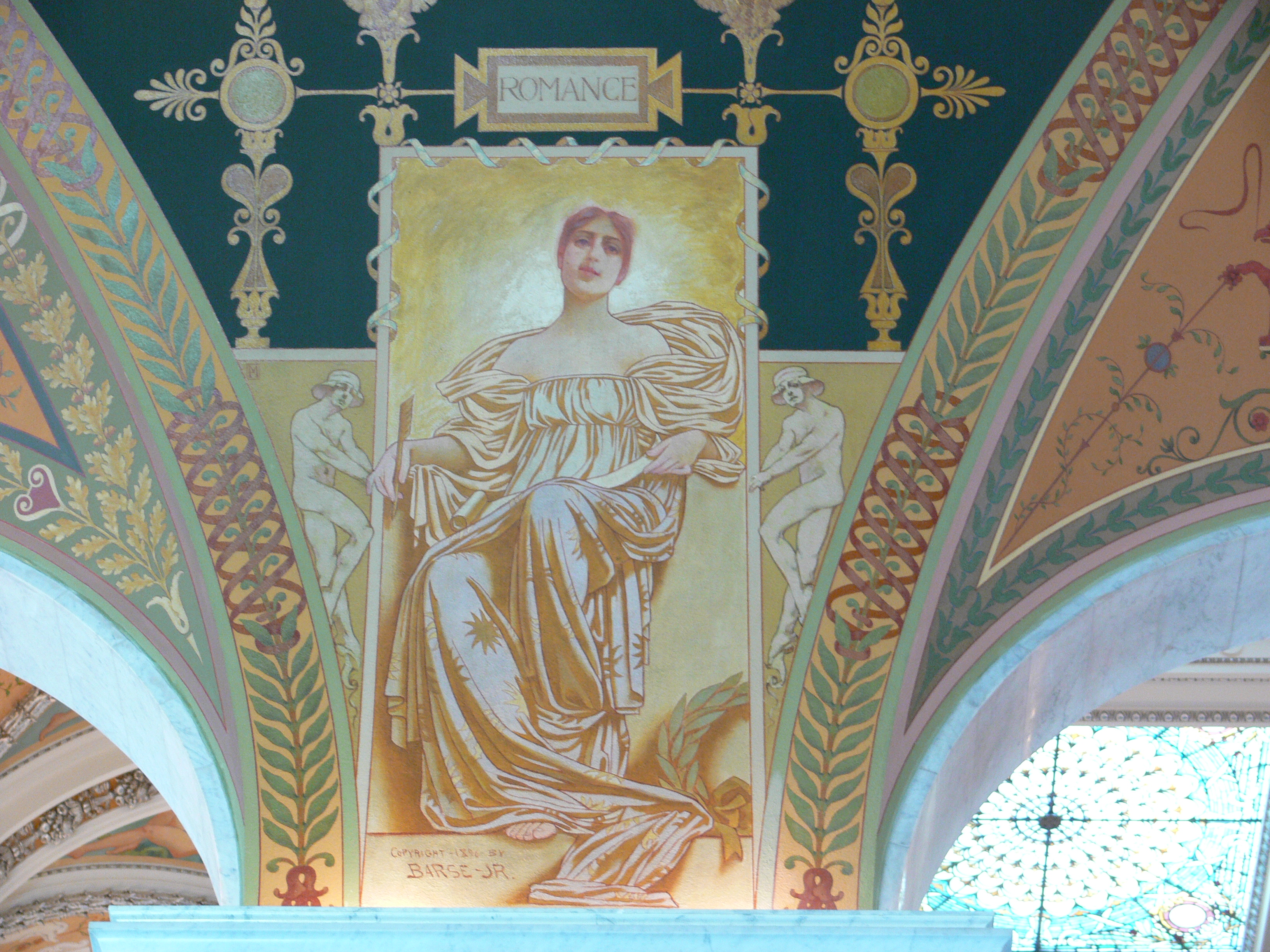
Romance, un des huit panneaux représentant la littérature, par George Randolph Barse (1861-1938)
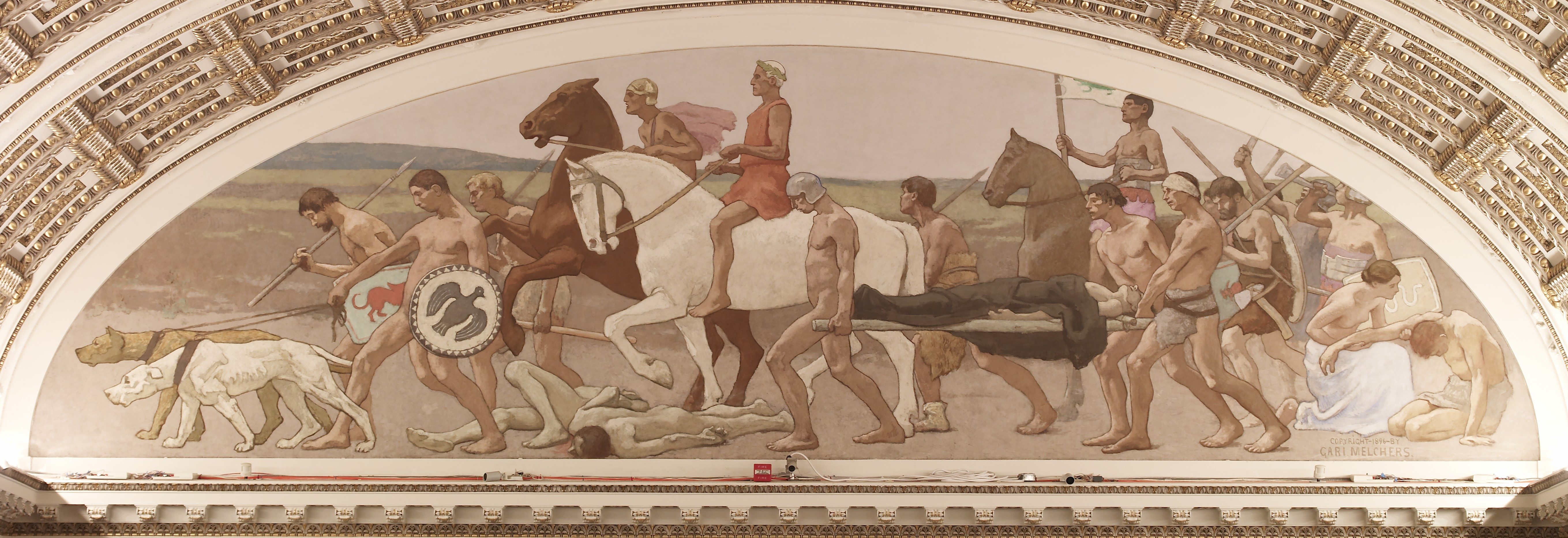
Gari Melchers, Mural of War, 1896.
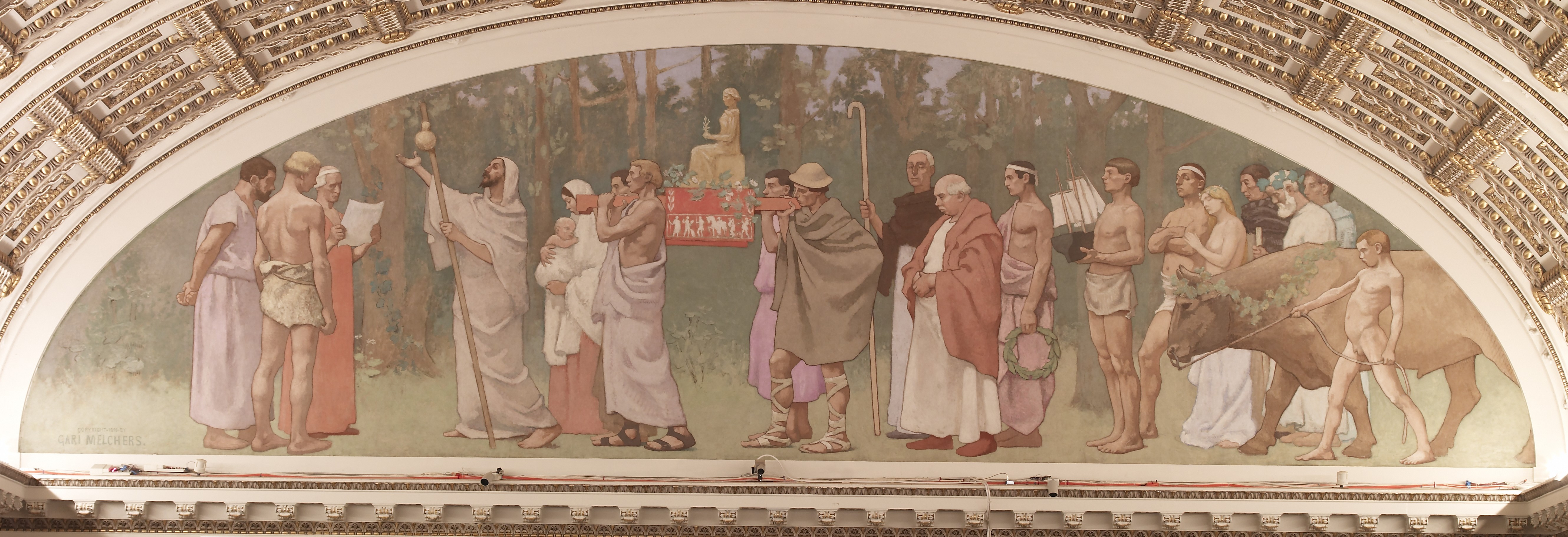
Gari Melchers, Mural of Peace, 1896.
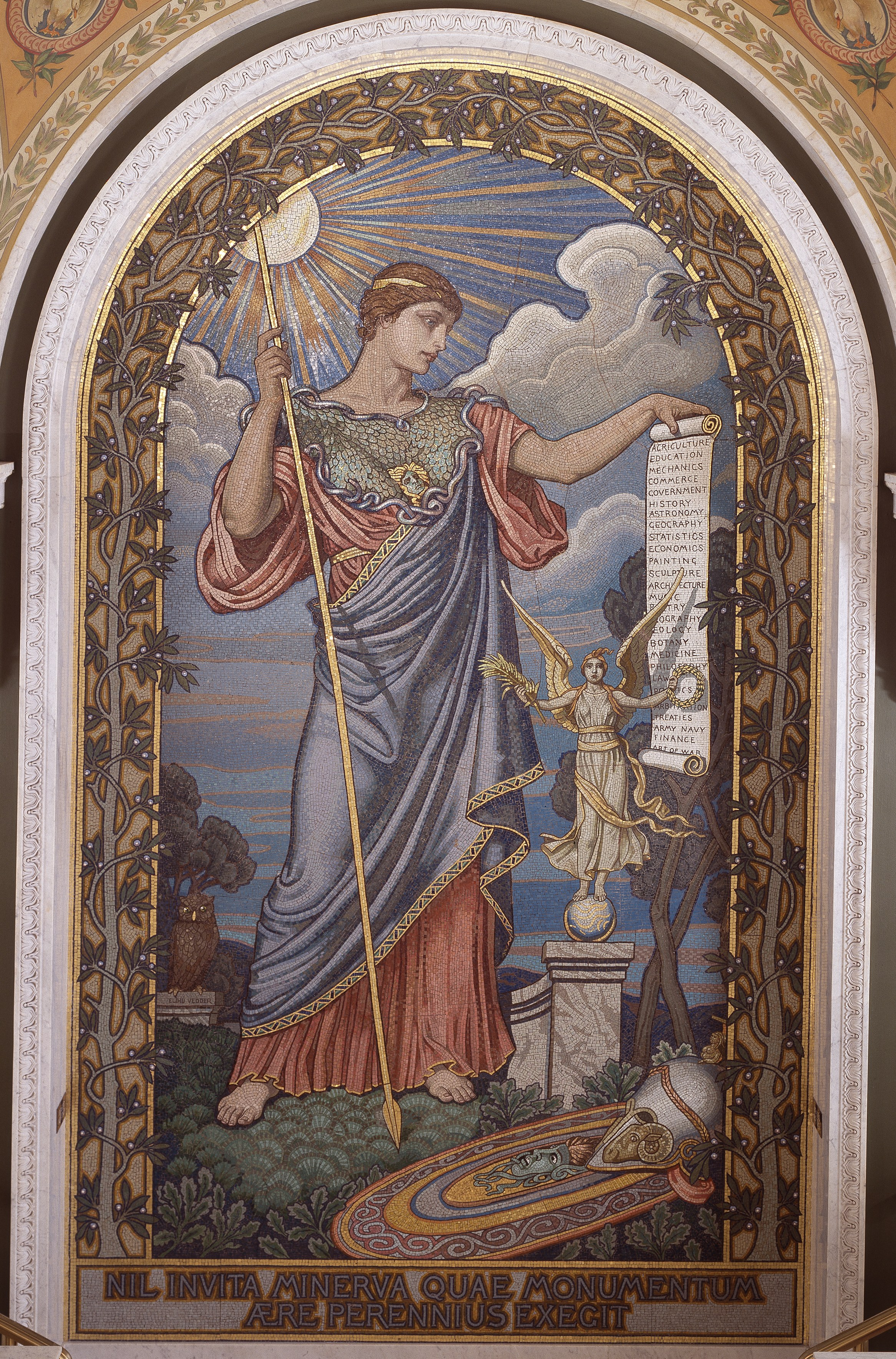
Elihu Vedder, Minerva of Peace, 1896.
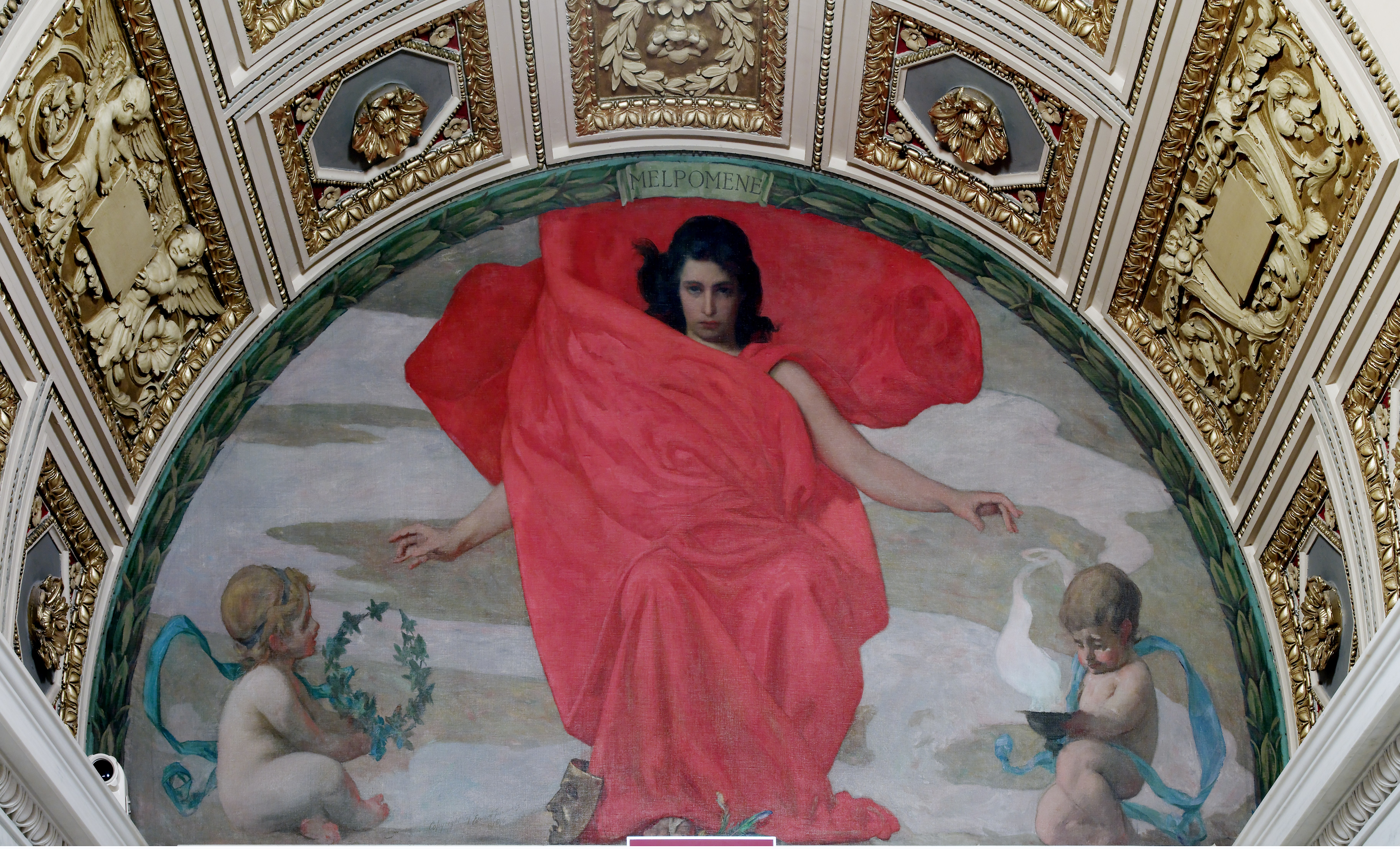
Edward Emerson Simmons, Melpomene, 1896.
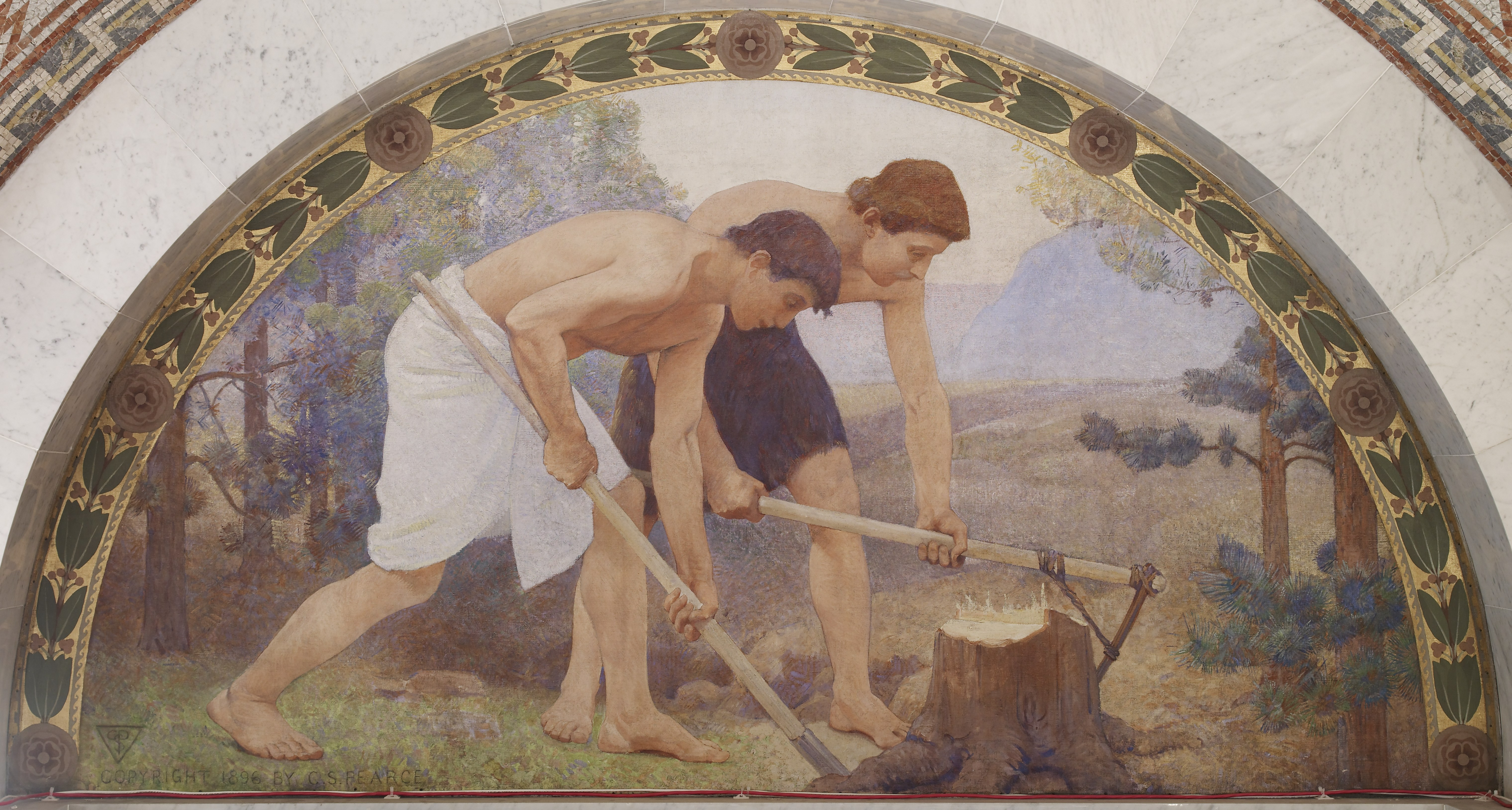
Charles Sprague Pearce, Labor, 1896.
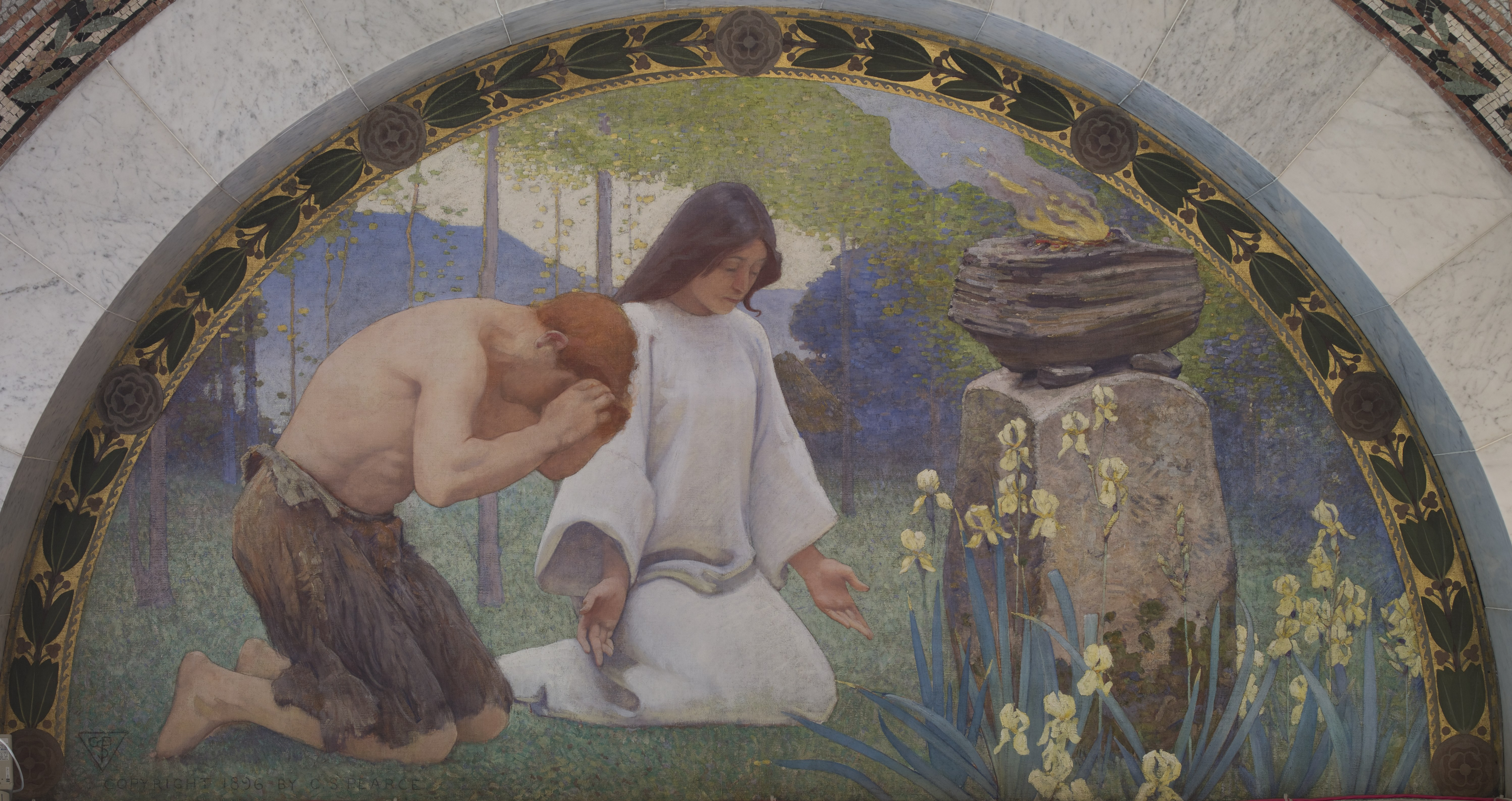
Charles Sprague Pearce, Religion, 1896.
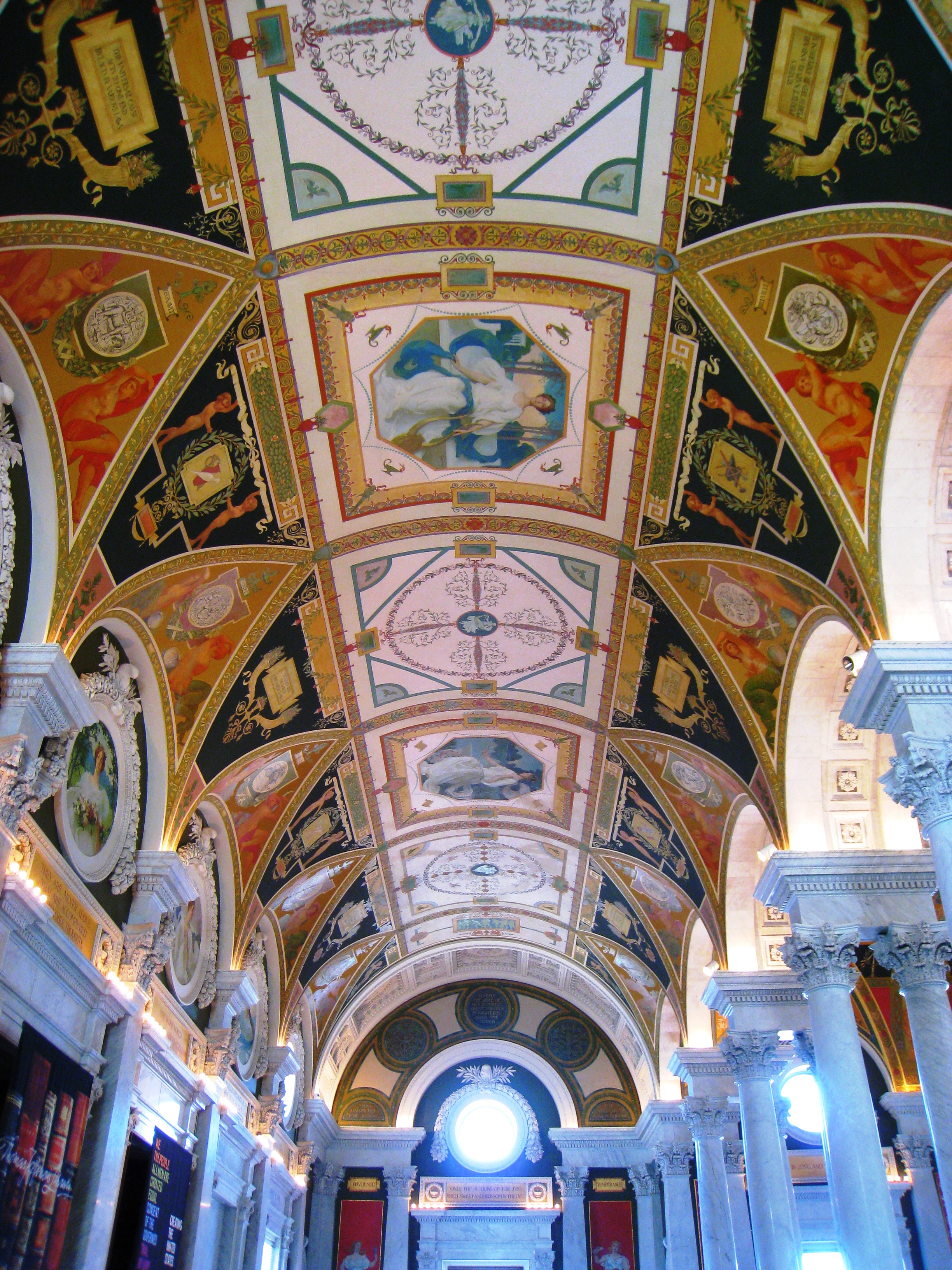
Peintures murales d'un couloir.